# Widinci
Widinci (bułg. Видинци) – wieś w Bułgarii, w obwodzie Jamboł, w gminie Tundża. Według danych szacunkowych Ujednoliconego Systemu Ewidencji Ludności oraz Usług Administracyjnych dla Ludności, 15 grudnia 2018 roku miejscowość liczyła 35 mieszkańców.